# Leptura yokoyamai
Leptura yokoyamai es una especie de escarabajo longicornio del género Leptura, categorizada en la tribu Lepturini, de la subfamilia Lepturinae. Fue descrita por Hayashi en 1961.

## Descripción
Mide 15-20 mm de longitud.

## Distribución
Se distribuye por Japón.